# Uranium City
Uranium City je sídlo (northern settlement) v Kanadě. Nachází se na břehu jezera Athabasca v severozápadní části provincie Saskatchewan, 724 km od města Prince Albert. Náleží do statistického obvodu Division No. 18. Uranium City je obklopeno subarktickou tajgou.
V roce 1949 byla v regionu zahájena těžba athabascaitu, z něhož se získává uran. V roce 1952 bylo založeno stanové městečko pro zaměstnance důlní společnosti Eldorado Mining and Refining, které postupně rostlo a budovalo infrastrukturu. Na vrcholu prosperity fungovalo v okolí 52 hlubinných a 12 povrchových dolů. V roce 1959 místo navštívil princ Philip, vévoda z Edinburghu. Počátkem osmdesátých let mělo Uranium City okolo pěti tisíc obyvatel. V červnu 1982 byla těžba ukončena, většina obyvatel pak město opustila a budovy ponechala svému osudu. Podle sčítání v roce 2016 žilo v Uranium City 73 lidí, převážně indiánů a Métisů. Nachází se zde letiště Uranium City Airport využívané společností Transwest Air, cesta pro automobily je sjízdná pouze v zimě. Osada má základní školu a zdravotní středisko, střední škola byla zrušena v roce 1983 a nemocnice v roce 2003.

## Rodáci
- Gina Kingsburyová (* 1981), olympijská vítězka v ledním hokeji